# Lipa krymska

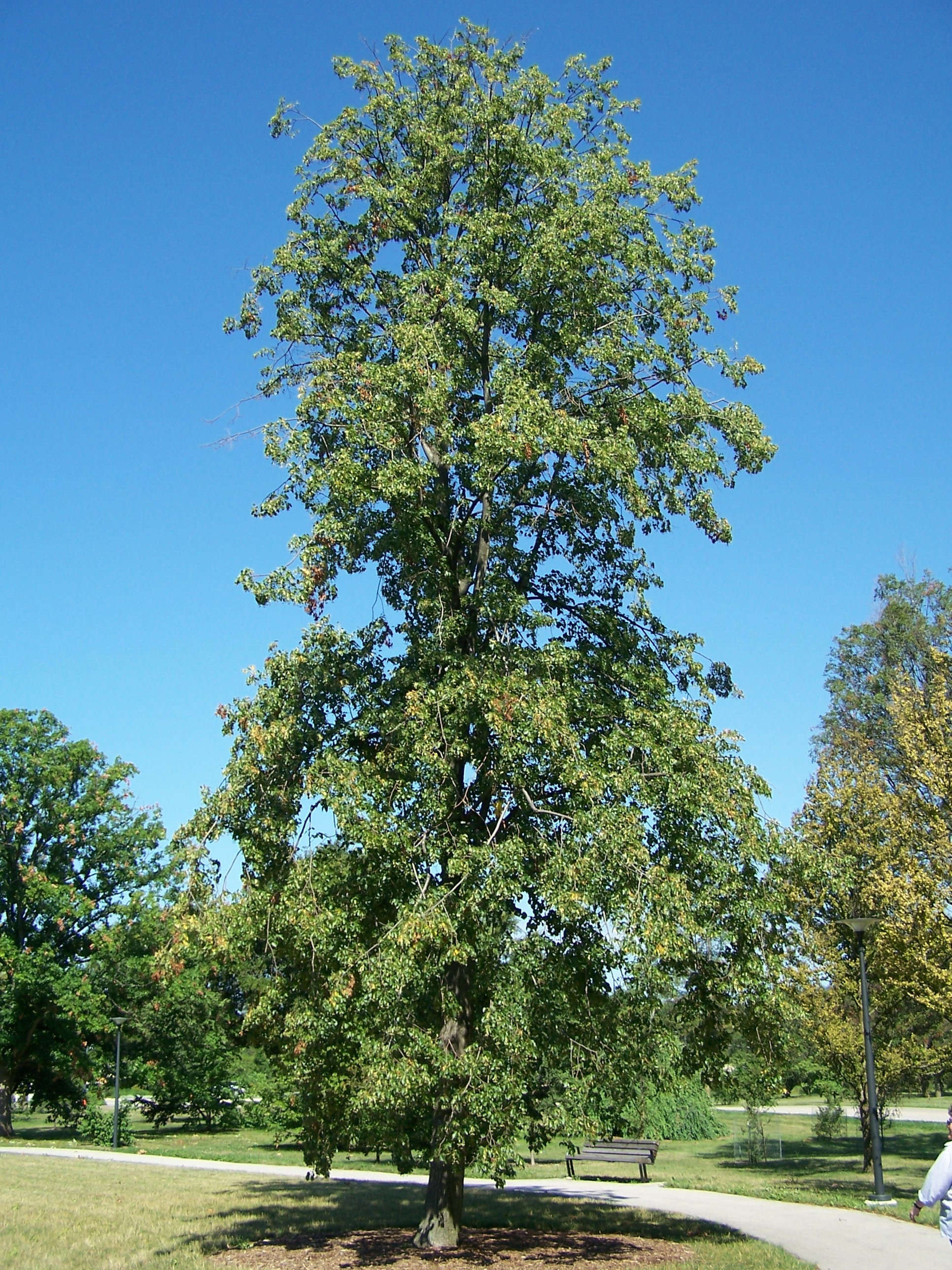
Pokrój

Lipa krymska, także lipa kaukaska (Tilia × euchlora K. Koch) – mieszaniec międzygatunkowy drzewa z rodziny ślazowatych, powstały ze skrzyżowania lipy drobnolistnej z Tilia dasystyla. Powstał około 1860 roku na terenie Półwyspu Krymskiego. Jest odporny na szkodliwe działanie mszyc.

## Morfologia
PokrójŚrednie drzewo liściaste, osiągające wysokość do 20 m. Cechą charakterystyczną jest prosty pień, który w połowie wysokości degeneruje i zaczyna wytwarzać zwisające konary – nad nimi drobne gałęzie tworzą wąsko-kulisty, gęsty szczyt korony. Korona początkowo stożkowata, później kopulasta, szerokości 10–12 m. Kora jasnoszara do czarniawej; gładka, z wiekiem tworzą się szerokie bruzdy.
PędKolor żółtozielony (bursztynowoczerwony w słońcu do zimy), całość delikatnie omszona. Młode pędy zwykle są nagie.
LiścieOstro, szczeciniasto piłkowane, ustawione skrętoległe, szeroko-jajowate, z wierzchu silnie błyszczące, ciemnozielone, nagie, od spodu jaśniejsze, z kępkami białych, później żółtawych włosków w kątach nerwów; blaszki 5-10 cm długości, o nasadzie sercowatej lub skośnej, czyli mogą być asymetryczne, wierzchołek krótko zaostrzony; jesienią przybierają jaskrawą jasnożółtą barwę, na zimę opadają; są odporne na mszyce.
PąkiZielone lub czerwonawe.
KwiatyZebrane po 3-7 w zwisłych baldachogronach; 5-płatkowe, opatrzone zieloną podsadką; pojawiają się późno, w kolorze ciemnożółtym, mają silny zapach.
OwoceOmszone, z pięcioma słabo zaznaczonymi żebrami.

## Biologia i ekologia
Siedlisko: stanowiska słoneczne do półcienistych, lipa odporna na mrozy, ciepłolubna, odporna na warunki miejskie, wytrzymała na upały i suszę, jednak w takich warunkach żyje krótko.

## Zastosowanie
- Roślina ozdobna, często sadzona w parkach, a także przy domach, drogach i alejach.
- Z drewna wypala się węgiel drzewny stosowany w lecznictwie.
- Roślina miododajna
- Sztuka kulinarna:
  - Z kwiatostanów lipy można przyrządzać wartościową herbatę.
  - Z nasion można otrzymywać bardzo dobry olej jadalny, jednak szybko jełczejący.
- Jej miękkie drewno ma zastosowanie w rzeźbiarstwie i jest przydatne na wyroby tokarskie. Z drewna lipowego wykonano np. ołtarz Wita Stwosza i liczne rzeźby w kościołach. Wykonuje się z niego okleiny, zapałki, przyrządy kreślarskie, zabawki, modele i formy odlewnicze. Nie nadaje się w budownictwie na elementy zewnętrzne.
- Z jej łyka wytwarza się plecionki i maty.
- Wykorzystuje się ją do wytwarzania preparatów kosmetycznych.